# Promozione Veneto 1955-1956
La Promozione fu il massimo campionato regionale di calcio disputato in Veneto nella stagione 1955-1956.
A ciascun girone, che garantiva al suo vincitore la promozione in IV Serie a condizione di soddisfare le condizioni economiche richieste dai regolamenti, partecipavano sedici squadre, ed era prevista la retrocessione delle quattro peggio piazzate, anche se erano possibili aggiustamenti automatici per ripartire fra le appropriate sedi locali le squadre discendenti dalla IV Serie.
Per le regioni come il Veneto cui erano assegnati multipli gironi, era prevista la disputa delle finali per l'assegnazione del titolo di campione assoluto della lega regionale.

## Girone A

### Classifica finale
|  | Pos. | Squadra            | Pt  | G   | V   | N   | P   | GF  | GS  | DR  |
|  | ---- | ------------------ | --- | --- | --- | --- | --- | --- | --- | --- |
|  | 1.   | Scaligera          | 42  | 30  | 18  | 6   | 6   | 63  | 38  | +25 |
|  | 2.   | Sambonifacese      | 42  | 30  | 17  | 8   | 5   | 66  | 35  | +31 |
|  | 3.   | Badia              | 41  | 30  | 17  | 7   | 6   | 57  | 39  | +18 |
|  | 4.   | Contarina          | 35  | 30  | 11  | 13  | 6   | 43  | 29  | +14 |
|  | 4.   | Dextrosport        | 35  | 30  | 15  | 5   | 10  | 66  | 45  | +21 |
|  | 6.   | Cerea              | 33  | 30  | 12  | 9   | 9   | 55  | 39  | +16 |
|  | 6.   | Bovolone           | 33  | 30  | 14  | 5   | 11  | 57  | 43  | +14 |
|  | 6.   | Minerbe            | 33  | 30  | 11  | 11  | 8   | 45  | 31  | +14 |
|  | 9.   | Nogara             | 31  | 30  | 11  | 9   | 10  | 68  | 63  | +5  |
|  | 10.  | Cobra Gas Crespino | 29  | 30  | 12  | 5   | 13  | 57  | 58  | -1  |
|  | 11.  | "Aldo Ballarin"    | 26  | 30  | 8   | 10  | 12  | 51  | 55  | -4  |
|  | 12.  | Lendinarese        | 25  | 30  | 9   | 7   | 14  | 40  | 44  | -4  |
|  | 13.  | Cologna            | 25  | 30  | 9   | 7   | 14  | 34  | 55  | -21 |
|  | 14.  | Legnago            | 24  | 30  | 10  | 4   | 16  | 41  | 67  | -26 |
|  | 15.  | Giovane Italia     | 19  | 30  | 8   | 3   | 19  | 41  | 61  | -20 |
|  | 16.  | Trecenta           | 6   | 30  | 3   | 1   | 26  | 26  | 108 | -82 |
|  |      |                    | 479 | 480 | 185 | 110 | 185 | 810 | 810 | 0   |

Verdetti
- Scaligera rinunciataria alla promozione. Nessun'altra squadra subentrando, il posto rimase vacante.[4]
- Cologna e Legnago ripescate per motivi ignoti.
- Trecenta e Polesella retrocesse.

## Girone B

### Classifica finale
|  | Pos. | Squadra               | Pt | G  | V  | N  | P  | GF | GS | DR  |
|  | ---- | --------------------- | -- | -- | -- | -- | -- | -- | -- | --- |
|  | 1.   | Silva                 | 44 | 30 | 17 | 10 | 3  | 69 | 30 | +39 |
|  | 2.   | Olimpia               | 42 | 30 | 19 | 4  | 7  | 60 | 36 | +24 |
|  | 3.   | Benvenuto Ronzani     | 37 | 30 | 15 | 7  | 8  | 58 | 42 | +16 |
|  | 4.   | San Giovanni Lupatoto | 34 | 30 | 13 | 8  | 9  | 43 | 28 | +15 |
|  | 5.   | Vigasio               | 32 | 30 | 12 | 8  | 10 | 54 | 56 | -2  |
|  | 6.   | Aquila Valeggio       | 30 | 30 | 11 | 8  | 11 | 50 | 47 | +3  |
|  | 7.   | Montebello Vicentino  | 29 | 30 | 8  | 13 | 9  | 51 | 61 | -10 |
|  | 8.   | Cadidavid             | 28 | 30 | 9  | 10 | 11 | 50 | 48 | +2  |
|  | 8.   | Libertas              | 28 | 30 | 12 | 4  | 14 | 46 | 59 | -13 |
|  | 10.  | Marosticense          | 27 | 30 | 7  | 13 | 10 | 32 | 48 | -16 |
|  | 11.  | Azzurra               | 26 | 30 | 5  | 16 | 9  | 49 | 51 | -2  |
|  | 11.  | Carmenta              | 26 | 30 | 9  | 8  | 13 | 51 | 56 | -5  |
|  | 13.  | Giorgione             | 25 | 30 | 8  | 9  | 13 | 30 | 44 | -14 |
|  | 14.  | Breganze              | 25 | 30 | 8  | 9  | 13 | 36 | 51 | -15 |
|  | 15.  | Ceramiche Novesi      | 24 | 30 | 7  | 10 | 13 | 42 | 68 | -26 |
|  | 16.  | Pol. Plateola         | 23 | 30 | 6  | 11 | 13 | 31 | 43 | -12 |

Differenza di 16 gol nel computo totale reti fatte/subite (752/768).
Verdetti
- Silva rinunciataria alla promozione. Nessun'altra squadra subentrando, il posto rimase vacante.[5]
- Giorgione e Breganze ripescate per motivi ignoti.
- Novesi e Plateola retrocesse.

## Girone C

### Classifica finale
|  | Pos. | Squadra            | Pt  | G   | V   | N   | P   | GF  | GS  | DR  |
|  | ---- | ------------------ | --- | --- | --- | --- | --- | --- | --- | --- |
|  | 1.   | Vittorio Veneto    | 46  | 30  | 19  | 8   | 3   | 61  | 19  | +42 |
|  | 2.   | Petrarca           | 42  | 30  | 19  | 4   | 7   | 72  | 39  | +33 |
|  | 3.   | Coin               | 40  | 30  | 18  | 4   | 8   | 66  | 31  | +35 |
|  | 4.   | Opitergina         | 38  | 30  | 15  | 8   | 7   | 62  | 37  | +25 |
|  | 4.   | Sandonà 1922       | 38  | 30  | 17  | 4   | 9   | 53  | 30  | +23 |
|  | 6.   | Feltrese           | 36  | 30  | 14  | 8   | 8   | 54  | 40  | +14 |
|  | 7.   | Italo Sport-Burano | 34  | 30  | 11  | 12  | 7   | 51  | 45  | +6  |
|  | 8.   | Mestre Edelweiss   | 29  | 30  | 11  | 7   | 12  | 39  | 41  | -2  |
|  | 9.   | Pro Mogliano       | 28  | 30  | 12  | 4   | 14  | 41  | 46  | -5  |
|  | 9.   | Coneglianese       | 28  | 30  | 10  | 8   | 12  | 37  | 44  | -7  |
|  | 11.  | San Stino          | 27  | 30  | 11  | 5   | 14  | 52  | 46  | +6  |
|  | 12.  | Jesolo             | 26  | 30  | 11  | 4   | 15  | 31  | 40  | -9  |
|  | 13.  | La Rondine         | 25  | 30  | 9   | 7   | 14  | 31  | 57  | -26 |
|  | 14.  | Muranese           | 24  | 30  | 8   | 8   | 14  | 27  | 53  | -26 |
|  | 15.  | Fossalta Piave     | 14  | 30  | 4   | 6   | 20  | 34  | 66  | -32 |
|  | 16.  | Excelsior-Lido     | 4   | 30  | 1   | 3   | 26  | 18  | 94  | -76 |
|  |      |                    | 479 | 480 | 190 | 100 | 190 | 729 | 728 | 0   |

Verdetti
- Vittorio Veneto promossa in IV Serie 1956-1957.
- Meolo e Muranese ammesse successivamente per motivi ignoti.
- Fossalta ed Excelsior retrocesse.

## Finali per il titolo Veneto

### Turno Preliminare
La gara di andata si è svolta il 20 maggio 1955, quella di ritorno il 27 maggio.
| Squadra 1            | Totale | Squadra 2                      | Andata | Ritorno |
| -------------------- | ------ | ------------------------------ | ------ | ------- |
| U.S. Vittorio Veneto | 4 - 2  | C.S.I. Silva, Marano Vicentino | 2 - 0  | 2 - 2   |

### Finali
La gara di andata si è svolta il 3 giugno 1955, quella di ritorno il 10 giugno.
| Squadra 1                         | Totale | Squadra 2            | Andata | Ritorno |
| --------------------------------- | ------ | -------------------- | ------ | ------- |
| A.C. Scaligera, Isola della Scala | 3 - 6  | U.S. Vittorio Veneto | 2 - 2  | 1 - 4   |

- Vittorio Veneto campione regionale veneto di Promozione.